# Chồn sồi

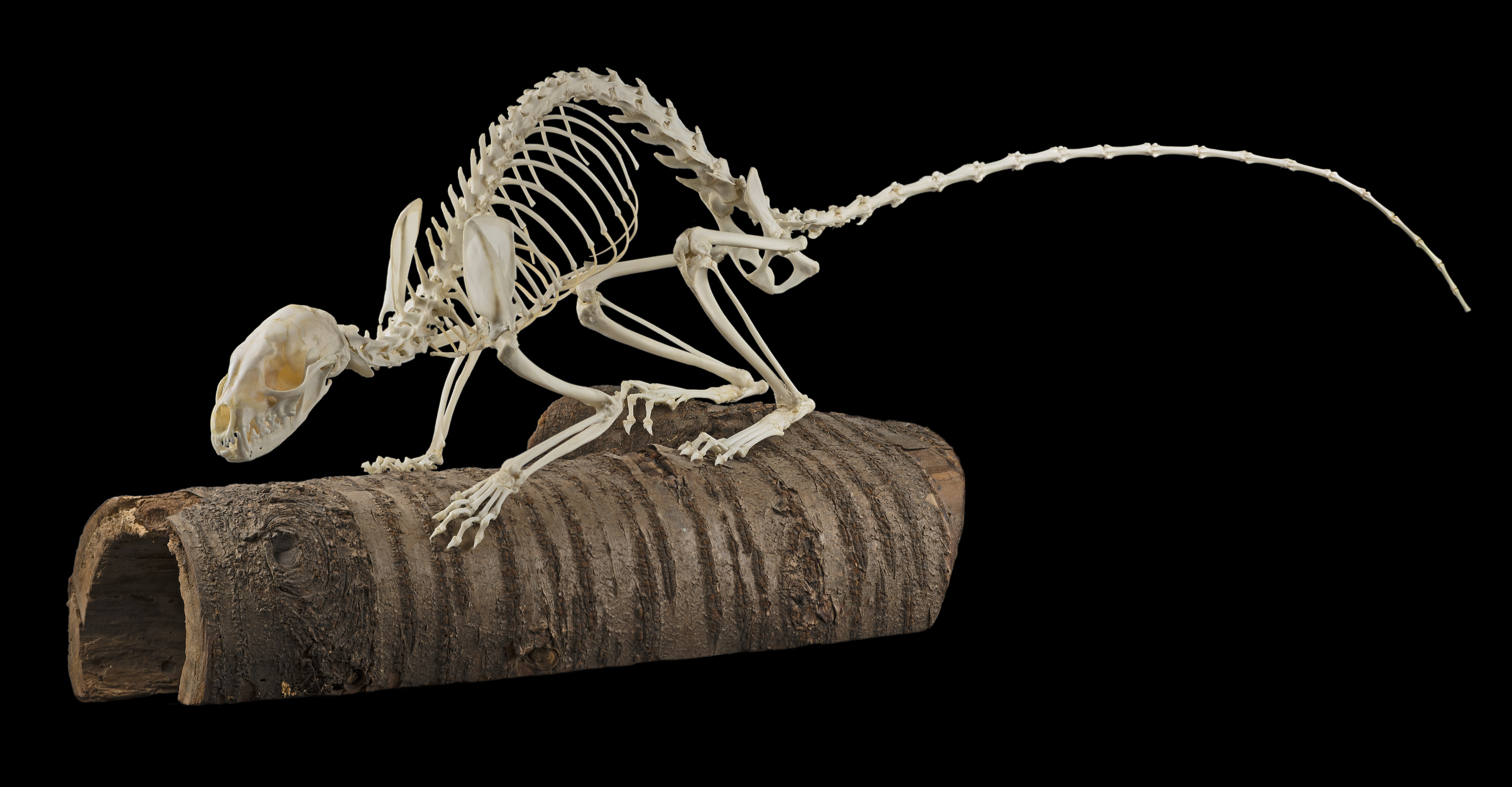
Bộ xương

Chồn sồi (danh pháp hai phần: Martes foina) Đây là một loài chồn thuộc chi Chồn macten, họ Chồn một trong những loài địa phương ở phần lớn châu Âu và Trung Á, mặc dù cũng có một số quần thể hoang dã ở Bắc Mỹ. Nó được liệt kê như là loài ít quan tâm của IUCN do nó phân bố rộng rãi, quần thể đông, và sự hiện diện của nó trong một số khu vực được bảo vệ. Có bề ngoài tương tự như chồn thông châu Âu, nhưng khác với loài kia ở kích thước nhỏ hơn của nó và các ưa thích môi trường sống, trong khi chồn thông là loài chuyên sống trong rừng thì chồn sồi là loài sống phổ quát và có khả năng thích nghi, hiện diện trong một số môi trường sống thoáng đãng và rừng.